# Перрі (селище, Нью-Йорк)
Перрі (англ. Perry) — селище (англ. village) в США, в окрузі Вайомінг штату Нью-Йорк. Населення — 3536 осіб (2020).

## Географія
Перрі розташоване за координатами 42°43′2″ пн. ш. 78°0′27″ зх. д. / 42.71722° пн. ш. 78.00750° зх. д. (42.717221, -78.007406).  За даними Бюро перепису населення США в 2010 році селище мало площу 6,34 км², з яких 6,05 км² — суходіл та 0,29 км² — водойми.

## Демографія
Згідно з переписом 2010 року, у селищі мешкали 3673 особи в 1514 домогосподарствах у складі 960 родин. Густота населення становила 579 осіб/км².  Було 1765 помешкань (278/км²).
Расовий склад населення:
| - 97,0 % — білих - 0,7 % — чорних або афроамериканців - 0,3 % — корінних американців - 0,2 % — азіатів |

До двох чи більше рас належало 1,3 %. Частка іспаномовних становила 2,4 % від усіх жителів.
За віковим діапазоном населення розподілялося таким чином: 23,9 % — особи молодші 18 років, 61,6 % — особи у віці 18—64 років, 14,5 % — особи у віці 65 років та старші. Медіана віку мешканця становила 38,7 року. На 100 осіб жіночої статі у селищі припадало 91,0 чоловіків;  на 100 жінок у віці від 18 років та старших — 90,9 чоловіків також старших 18 років.
Середній дохід на одне домашнє господарство  становив 56 550 доларів США (медіана — 46 462), а середній дохід на одну сім'ю — 67 169 доларів (медіана — 59 922). Медіана доходів становила 36 178 доларів для чоловіків та 33 725 доларів для жінок. За межею бідності перебувало 14,6 % осіб, у тому числі 20,7 % дітей у віці до 18 років та 7,5 % осіб у віці 65 років та старших.
Цивільне працевлаштоване населення становило 1517 осіб. Основні галузі зайнятості: освіта, охорона здоров'я та соціальна допомога — 29,9 %, виробництво — 14,8 %, мистецтво, розваги та відпочинок — 12,4 %.